# مو بينغفي
مو بينغفي (بالصينية: 牟鹏飞) هو لاعب كرة قدم صيني في مركز حراسة المرمى، ولد في 28 فبراير 1989 في تشينغداو في الصين. لعب مع كينغداو جونون ونادي غويزهو رينهي.

## وصلات خارجية
- مو بينغفي على موقع قاعدة بيانات كرة القدم.إي يو (الإنجليزية)
- مو بينغفي على موقع Soccerway.com (الإنجليزية)